# Nyahururu Falls
Nyahururu Falls (auch: Thomson’s Falls) ist ein Wasserfall am Fluss Uaso Nyiro in Zentral-Kenia, nur wenige Kilometer vom See Ol Bolossat entfernt, der Wasser aus der Aberdare Range bringt.

## Geographie
Der Wasserfall liegt 3 km vom Stadtzentrum von Nyahururu entfernt auf einer Höhe von 2360 m und hat eine Fallhöhe von 74 m. 1883 war Joseph Thomson der erste Europäer der den Wasserfall erreichte und benannte ihn Thomson Falls, nach seinem Vater.
Thomson schrieb: 

„Ich war mächtig beeindruckt von dem betäubenden Donnern des Wassers, welches in großartiger Masse mehrere hundert Fuß in eine beängstigend dunkle Schlucht stürzte. ... Die Klippen geben Halt für einen funkelnden Vorhang von Schlingpflanzen und Büschen, die Gischt der Wasser sorgt für den notwendigen Unterhalt. Unter anderen Pflanzen kann man wilde Bananen ausmachen.“

Thomson war ein schottischer Geologe und Naturwissenschaftler, der in den frühen 1880ern als erster Europäer von Mombasa an den Victoriasee gelangte.
Die Umgebung gehört zum Teil zum Nyahururu Forest.
Die Wasserfälle sind eine wichtige wirtschaftliche Einnahmequelle für die benachbarte Stadt Nyahururu. Für den Zugang zum Wasserfall wird eine Gebühr erhoben. Von Nairobi kann man den Wasserfall in einer vierstündigen Fahrt erreichen.

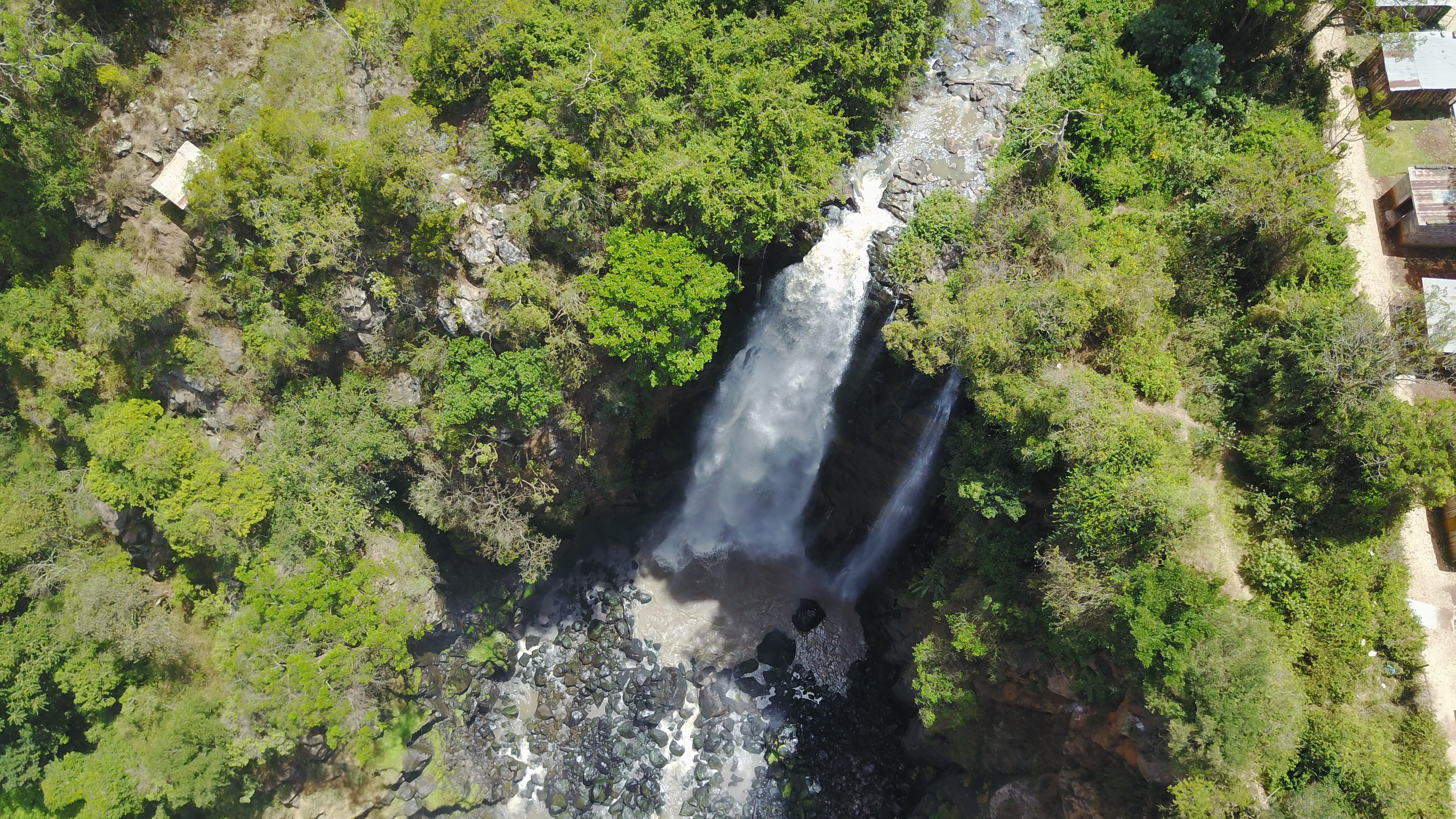
Luftaufnahme von Thompson Falls, Nyahururu, Kenia.

Die Wasserfälle dienten als Kulisse in dem Fernsehfilm The Man in the Brown Suit (1988).

## Klima
Im Gebiet der Thomson Falls herrscht ozeanisches Klima. Es gibt das ganze Jahr über Niederschläge.